# Leptonycteris
Leptonycteris — рід родини листконосові (Phyllostomidae), ссавець ряду лиликоподібні (Vespertilioniformes, seu Chiroptera).

## Опис
Довжина голови і тіла від 70 до 95 мм, хвіст крихітний, довжина передпліччя від 46 до 57 мм і вага 18—30 гр. Верх від червонувато-коричневого до сірувато-коричневого кольору, у той час як черевна частина від коричневого до корицевого кольору. Морда вузька і злегка витягнута. Вуха маленькі, круглі і окремі. Зубна формула: 2/2, 1/1, 2/3, 2/2 = 30.

## Поширення
Населяє ЦентральнуПівденну Америку. Живе в сухих лісах і чагарниках. 

## Звички
Споживає нектар, пилок, фрукти, комах. Ці кажани можуть траплятись групами до 10000 і більше особин. 